# 塘口古堡
塘口古堡，位于中国广东省阳江市阳西县塘口镇，为阳江市阳西县的一个县级文物保护单位，类型为古建筑，公布时间为2002年。
塘口古堡的历史年代为清嘉庆。